# Everybody's Changing
Everybody's Changing är en sång komponerad 2001 av Tim Rice-Oxley, Tom Chaplin och Richard Hughes och inspelad av det engelska pianorockbandet Keane. Låten släpptes första gången som singel i maj 2003 utan att nå större framgång, men återutgavs i maj 2004 i samband med Keanes lansering av bandets första album Hopes and Fears, där låten också ingår. Då nådde den som bäst # 4 på den engelska singellistan.